# Alain Boire
Pour les articles homonymes, voir Boire (homonymie).
Alain Boire, né le 23 juin 1971 à Montréal, est un homme politique québécois.

## Biographie
Il fut député du Bloc québécois dans la circonscription de Beauharnois-Salaberry de son élection lors des élections générales de 2004 à 2006. Il était porte-parole du Bloc québécois en matière de jeunesse.
En 2006, il perd la course à l'investiture aux dépens de Claude DeBellefeuille. Cette situation est également vécue par sa collègue Denise Poirier-Rivard dans la circonscription limitrophe de Châteauguay—Saint-Constant.